# Dysauxes perroti
Dysauxes perroti là một loài bướm đêm thuộc phân họ Arctiinae, họ Erebidae.